# 比爾斯角
比爾斯角（英語：Bills Point）是南極洲的海岬，位於德爾塔島的南端，屬於帕默群島中梅爾基奧群島的一部分，在1927年由英國研究隊命名，現時由南極條約體系管理。